# Montserrat Puche Díaz
Montserrat Puche Díaz, auch Montse Puche genannt, (geboren am 22. Mai 1970 in Alcorcón) ist eine spanische Handballtrainerin, die zuvor als Handballspielerin auf der Spielposition Rückraum Mitte aktiv war.

## Vereinskarriere
Sie war ab 1996 bei Milar L’Eliana aus dem Ort Sagunt aktiv, wechselte 1998 zu BM Elda Prestigio und 1999 zurück nach Sagunt zum nun als BM Sagunto spielenden Verein. Von 2007 bis zu ihrem Karriereende im Jahr 2008 war sie bei BM Bera Bera aktiv.
Sie nahm auch an europäischen Vereinswettbewerben teil.

## In Auswahlmannschaften
Puche debütierte in einer spanischen Auswahlmannschaft am 25. März 1989 in einem Länderspiel der spanischen Juniorinnen gegen die Auswahl der Sowjetunion. Mit der Auswahl nahm sie an der U-20-Weltmeisterschaft 1989 teil. In neun Spielen der Juniorinnen eingesetzt, warf sie 35 Tore.
Am 11. April 1990 lief sie erstmals für die spanische Nationalmannschaft auf. Sie spielte für Spanien bei den Olympischen Spielen 1992, der Europameisterschaft 1998, der Weltmeisterschaft 2001, der Europameisterschaft 2002, der Weltmeisterschaft 2003 und bei den Olympischen Spielen 2004. Sie bestritt 196 Spiele für die A-Auswahl und warf dabei 736 Tore, damit zählt sie zu den Rekordspielerinnen Spaniens.

## Trainerin
Montserrat Puche war nach ihrer Spielerinnenkarriere als Handballtrainerin tätig. Von 2015 bis zur Spielzeit 2017/2018 trainierte sie die Frauen des Balonmano Bera Bera in der División de Honor. Mit ihrem Team gewann sie 2015, 2016 und 2018 die spanische Meisterschaft, 2016 die Copa de la Reina sowie ein Mal die Supercopa de España. Anschließend trainierte sie eine Saison lang die Frauen des BM Castellón. Der BM Morvedre engagierte Puche ab Juli 2019; im März 2021 wurde sie vom BM Morvedre als Trainerin entlassen.
Im Juli 2022 wurde sie Trainerin der iranischen Nationalmannschaft. Im September 2022 gab der Verband die Trennung von ihr bekannt. Ab August 2022 war sie als Trainerin des Foolad Sepahan aktiv.